# 自组织临界性

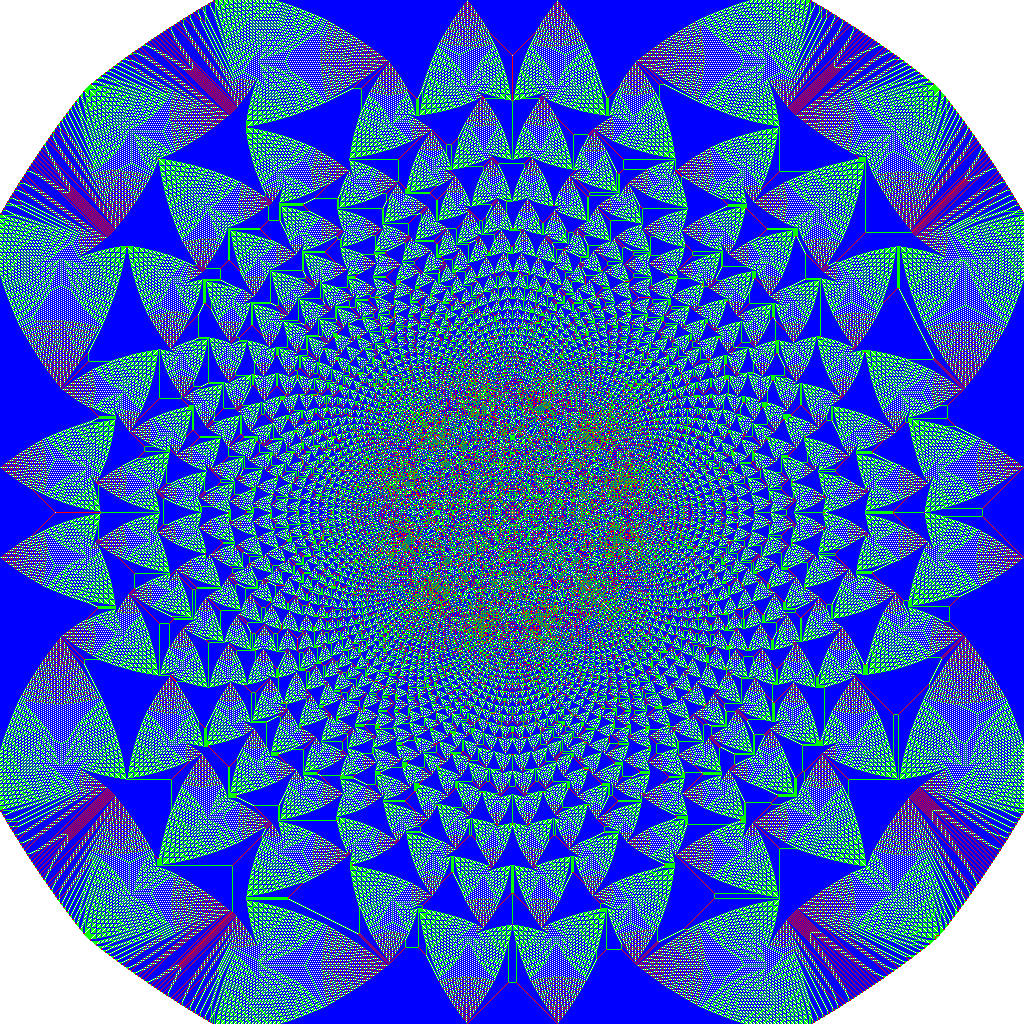

自组织临界性是对某些动力系统的一个特性。该特性是其临界点为吸引子。其相变临界点在其宏观表现的时间和空间分布上呈现标度不变性，而这种标度不变性没必要调节系统参数就可以达到。
这一概念最早在1987年由皮爾·巴克、汤超和科特·維森菲爾德提出。